# Ingeborg Dahllöf
Ingeborg Dahllöf, född 25 maj 1870 i Vänersborg, död 15 april 1951 i Göteborg, var en svensk publicist och initiativtagare till Göteborgs kvinnliga diskussionsklubb.

## Biografi

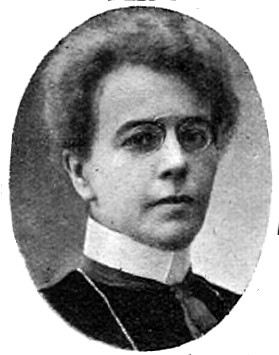
Ingeborg Dahllöf i Idun 1912.

Ingeborg Dahllöf var dotter till godsägaren och köpmannen Olof Gustaf Dahllöf och Jetty Charlotte Steffensen.

### Skönlitterära arbeten
Ingeborg Dahllöf har publicerat två skönlitterära verk. 1912 utkom Zätterbloms och annat hyggligt folk, en humoresk om en göteborgsk grosshandlare. 1915 utkom, under pseudonymen Erik Berger, tre enaktsstycken: Efteråt!: epilog; Högsta rätt - högsta orätt?; Enfin seuls.

### Publicistisk verksamhet
Mellan åren 1907–1912 medarbetade Dahllöf i den konservativa tidningen Göteborgs Morgonpost.
I veckotidningen Idun publicerade hon 1908 ett inlägg om rösträtten: "Den kvinnliga rösträtten" under signaturen Black Pencil. Hon betonade det nödvändiga för kvinnor från alla partier och bakgrunder att gå samman för att besegra det manliga förmyndarskapet. I Idun publicerade hon även ett par kvinnoartiklar i eget namn: "Kvinnan och trädgårdsskötseln" i n:r 17 1905 och "Kvinnorna och emigrationen" i n:r 29 1912.
Åren 1912–1921 var Dahllöf redaktionssekreterare för den illustrerade veckotidningen Hvar 8 dag.
Åren 1921–1925 var hon utgivare och redaktör för Kvinnornas Tidning i Göteborg. Tidningen startades med motiveringen att det efter den kvinnliga rösträtten genomförande fanns en risk att partidisciplin kunde hota solidariteten mellan kvinnor. Kvinnorna behövde därför en egen tidning.

### Engagemang inom Göteborgs kvinnliga diskussionsklubb
Fördjupning: Göteborgs kvinnliga diskussionsklubb
År 1910 började Ingeborg Dahllöf tillsammans med fyra andra kvinnor med olika politiska åsikter planeringen av det som 1911 blev Göteborgs kvinnliga diskussionsklubb.  Dess tillkomst hängde samman med frågan om kvinnors rösträtt.  Åren 1923–1926 var Dahllöf ordförande för klubben. Teman som diskuterades under åren var bland andra: husligt arbete, kvinnans ansvar, kvinnouppfostran och hälsa och förhållandet mellan husmödrar och hembiträden. Under hennes tid som ordförande minskade emellertid medlemsantalet och klubbens framtid var under diskussion.